# ヴェルビエ祝祭管弦楽団
ヴェルビエ祝祭管弦楽団（Verbier Festival Orchestra）は、スイスのヴェルビエに本拠を置くユース・オーケストラ。ヴェルビエ音楽祭のレジデント・オーケストラとして活動する。

## 概要
ヴェルビエ音楽祭の創始者であるマルタン・エングストロームの構想に基づいて2000年に設立された。ニューヨーク、ウィーン、ジュネーヴなどで実施されるオーディションで選考される30歳未満のメンバーで構成され、毎年、主にメトロポリタン歌劇場の首席奏者により構成される教師陣のトレーニングを受けた後に、ヴェルビエ音楽祭や世界ツアーで著名指揮者のもと、その成果を披露してきた。在籍したメンバーの中には、後にベルリン・フィルハーモニー管弦楽団やウィーン国立歌劇場、ロイヤル・コンセルトヘボウ管弦楽団、ボストン交響楽団、ロンドン交響楽団などに入団する者もいる。設立時よりジェームズ・レヴァインを桂冠指揮者に戴く一方で、2009年からはシャルル・デュトワが音楽監督に就任する。これまでに客演した指揮者にはクリストフ・フォン・ドホナーニ、グスターボ・ドゥダメル、ヴァレリー・ゲルギエフ、エサ＝ペッカ・サロネンなど。なお、メンバーの中から更に選抜された奏者と卒業生によってヴェルビエ祝祭室内管弦楽団を形成する。
当初、メインスポンサー名を冠したUBSヴェルビエ・フェスティバル・オーケストラ（UBS Verbier Festival Orchestra）という団体名で活動していたが、金融ショックの影響でUBSがスポンサーを降りたことにより2009年に団体名を改名した。
2004年に初来日。また2004年から2009年まで毎年、弦楽奏者の中から数人が宮崎国際音楽祭に派遣されていた。